# Neodasyneuriola tuberculifera
Neodasyneuriola tuberculifera är en tvåvingeart som beskrevs av Marikovskij 1958. Neodasyneuriola tuberculifera ingår i släktet Neodasyneuriola och familjen gallmyggor.
Artens utbredningsområde är Kazakstan. Inga underarter finns listade i Catalogue of Life.